# Watto
Watto är en skurkaktig figur som förekommer i första och andra Star Wars-filmen, samt i vissa spel och tecknade serier. Han är en toydarian; en kort, blå varelse med vingar.
Watto bor på planeten Tatooine och äger en butik som säljer delar till rymdskepp. Han ägde Anakin Skywalker och hans mor Shmi Skywalker som slavar, men blev senare tvungen att släppa Anakin fri då han förlorat ett vad mot Qui-Gon Jinn.
Wattos röst görs i filmerna av Andrew Secombe, och figuren är helt datoranimerad.
I den svenska dubbningen av episod 1 görs rösten av Anders Öjebo.